# Větrný vrch (Králický Sněžník)
Větrný vrch (německy Hof Kuppe) je kopec v podhůří Králického Sněžníku. Nadmořská výška je 807 m. Kopec se nachází mezi vesnicemi Horní Lipka a Dolní Morava u Králík a leží v Pardubickém kraji.

## Hydrologie
Kopec leží na hlavním evropském rozvodí. Na západ odtékají vody do Lipkovského potoka, který patří do úmoří Severního moře, zatímco na východ odtékají vody do Moravy, úmoří Černé moře.

## Vegetace
Vrcholová partie kopce jsou zalesněny, převážně se jedná o kulturní smrčiny. Na svazích se pak nachází podhorský typ ovsíkových luk sv. Arrhenatherion, méně i smilkové trávníky sv. Violion caninae. Na východním svahu směrem k obci Dolní Morava se nachází lyžařské středisko se sjezdovkou.